# Argirita
Argirita is een gemeente in de Braziliaanse deelstaat Minas Gerais. De gemeente telt 3.051 inwoners (schatting 2009).

## Aangrenzende gemeenten
De gemeente grenst aan Leopoldina, Maripá de Minas, Santo Antônio do Aventureiro, São João Nepomuceno en Senador Cortes.